# Moulage au gabarit
Le moulage au gabarit (ou technique du jeté-moulé) est une technique de décoration murale employant du mortier (longtemps appelé à tort « ciment ») qui est appliqué sur un mur nu (en brique ou moellon).

## Méthode de pose

### Mortier
Le mortier est à l'origine appelé ciment romain (ou ciment prompt). Il a la particularité de contenir entre 23 et 30 % d'argile, il n'atteint sa dureté finale que quelques jours après la pose.

### Outils
Brosse,
Taloche,
Auge / sceau,
Truelle,
Berthelée,
Gabarits (de corniches, de murs… et autres en fonction des besoins)

### Opérations
(à vérifier)
1. Nettoyage du substrat
2. Application du couche uniforme de mortier sur l'ensemble du mur à décorer.(Partir du bas?)
3. Moulure de la forme des murs, des corniches et autres détails grâce aux gabarits. Il est parfois nécessaire de réaliser des « ancrages » afin de maintenir une bonne stabilité de l'ensemble.
4. Séchage
5. Peinture

### Architectures
Ce type d'ornementation architecturale est très courant en République Tchèque. Il a été particulièrement employé depuis la période Renaissance Italienne jusqu'à la fin des années 1920.
Les couleurs les plus courantes en République tchèque sont:
- Le jaune
- Le gris
- L'ocre
- Le blanc
- Parfois le rouge lors des restaurations

## Bibliographie

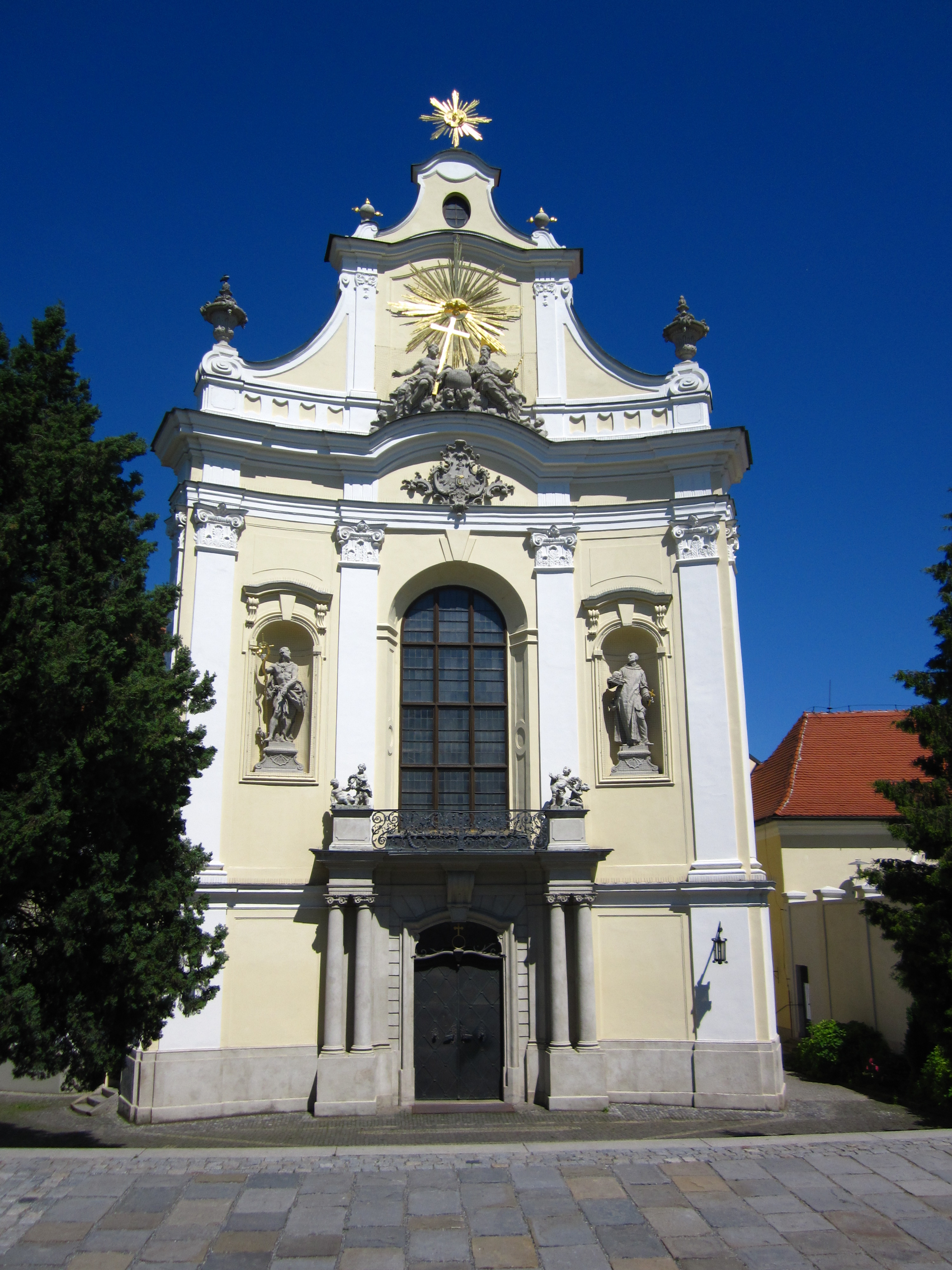
Église de style néo-classique, Brno, République Tchèque
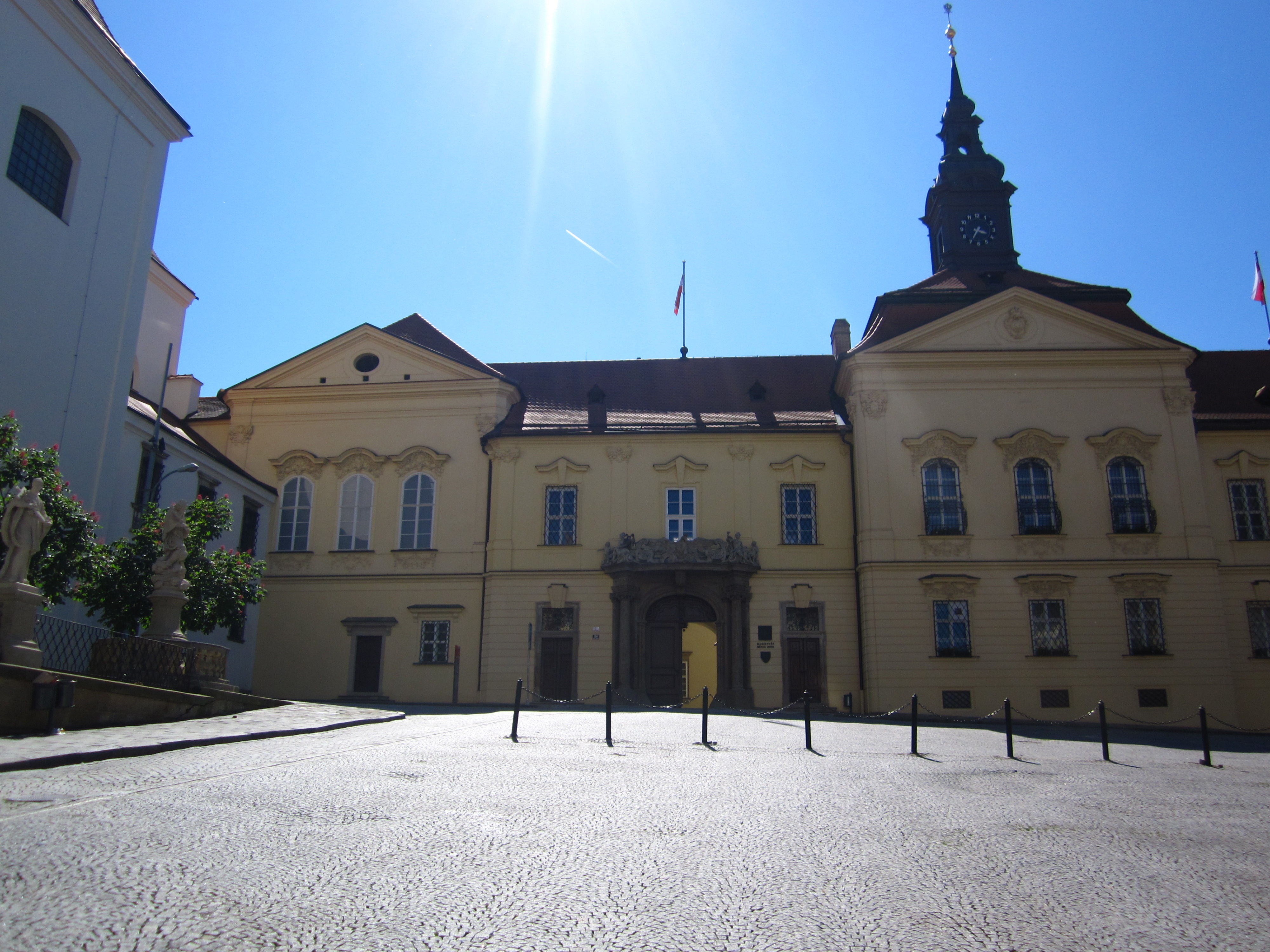
Mairie de Brno, style néo-classique, Brno, République Tchèque
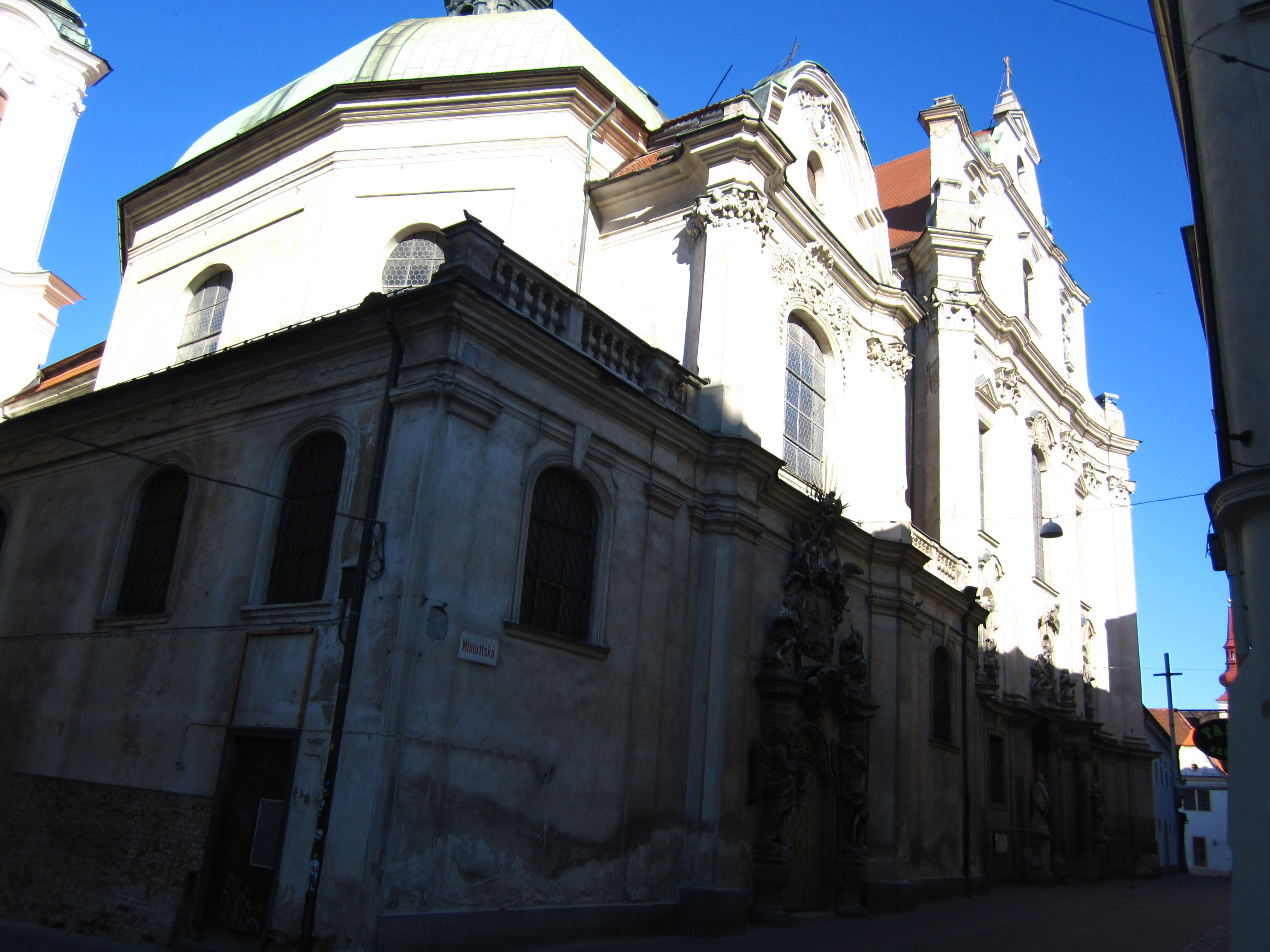
Couvent, style renaissance italienne, Brno, République Tchèque